# Calathus ambiguus ambiguus
Calathus ambiguus ambiguus é uma subespécie de insetos coleópteros pertencente à família Carabidae.
A autoridade científica da subespécie é Paykull, tendo sido descrita no ano de 1790.
Trata-se de uma subespécie presente no território português.